# Andorra nos Jogos Olímpicos de Inverno de 1992
Andorra competiu nos Jogos Olímpicos de Inverno de 1992 em Albertville, França.